# Nemoria nigricincta
Nemoria nigricincta là một loài bướm đêm trong họ Geometridae.